# Lysytjansk
Lysytjansk (ukrainsk: Лисича́нськ ukrainsk udtale: [lɪsɪˈtʃɑnʲsʲk]; russisk: Лисича́нск russisk udtale: [lʲɪsʲɪˈtɕansk]) er en by i Sjevjerodonetsk rajon i Luhansk oblast i Ukraine. Før 2020 var den betegnet som en by af regional betydning. Den ligger på den høje højre bred af floden Siverskyi Donets, ca. 115 km fra oblastens hovedstad, Luhansk.
Lysytjansk Kommunes administration omfatter byerne Novodruzhesk og Pryvillia. Sammen med byerne Sjevjerodonetsk, Rubizhne, Kreminna og de nærmeste byer udgør Lysychansk-området et vigtigt by- og industriknudepunkt i Donbass-området med et indbyggertal på ca. 353.000 (2009).
Byen havde i 2021 en befolkning på omkring 95.031..

## Geografi
Lysytjansk ligger i den nordvestlige del af Luhansk-regionen, 115 km fra Luhansk, på den høje højre bred af Siverskyi Donets-floden. Området er omgivet af store bakker, kløfter og dale. Byen er beliggende på den nordlige udløber af Donets højderyggen.
Lysytjansk ligger i det kontinentale klima i steppezonen i Ukraine. Vandressourcerne, der stammer herfra, er en af de vigtigste ressourcer. Siverskyi Donets-floden er den vigtigste vandåre for Lysytjansk og hele regionen. Længden af Siverskyi Donets-floden inden for byen er 26,5 km. Verkhnia Bilenka-floden, en biflod til Siverskyi Donets, løber gennem den sydlige del af byen, flodens længde inden for byen er 7,7 km.

## Historie
I 1721 blev der fundet kul i Donets-bækkenet nær Lisya Balka, en kosak-landsby etableret i 1710. I 1795 var Lysytjansk den første kulmine-by i Donets-bækkenet.
Tidligere eksisterende bebyggelser i området omkring Lysytjansk blev fuldstændig ødelagt af den moskoviske straffeekspedition mod Bulavin-oprøret (en). 
Under den Ruslands invasion af Ukraine 2022 var byen stedet for store kampe under Slaget om Lysytsjansk (en), som endte med, at de russiske styrker indtog byen den 2. juli.
- Komsomolskaya-gaden, 1932
- Monument for den første kulmine
- "Den gamle bydel"
- Beskadiget bygning i  Lysytsjansk, 2014